# Calisius contubernalis
Calisius contubernalis är en insektsart som beskrevs av Ernst Evald Bergroth 1913. Calisius contubernalis ingår i släktet Calisius och familjen barkskinnbaggar. Inga underarter finns listade i Catalogue of Life.